# Vedder Mountain
Vedder Mountain är ett berg i Kanada.   Det ligger i provinsen British Columbia, i den södra delen av landet, 3 500 km väster om huvudstaden Ottawa. Toppen på Vedder Mountain är 924 meter över havet, eller 735 meter över den omgivande terrängen. Bredden vid basen är 18,3 km.
Terrängen runt Vedder Mountain är kuperad åt nordväst, men åt sydost är den bergig. Trakten runt Vedder Mountain är nära nog obefolkad, med mindre än två invånare per kvadratkilometer.. Närmaste större samhälle är Abbotsford, 13,6 km väster om Vedder Mountain.
I omgivningarna runt Vedder Mountain växer i huvudsak blandskog.